# Новый болгарский университет
Новый болгарский университет (болг. Нов български университет известный как НБУ) — болгарский частный университет, основанный в 1991 г..
Главное здание находится в Софии (первый и второй корпус), однако НБУ также имеет другие объекты по всей стране, а также свою собственную университетскую библиотеку и издательство. В Новом болгарском университете ежегодно обучаются около 12 000 студентов (37 бакалаврских, 69 магистерских и 26 докторских программ).

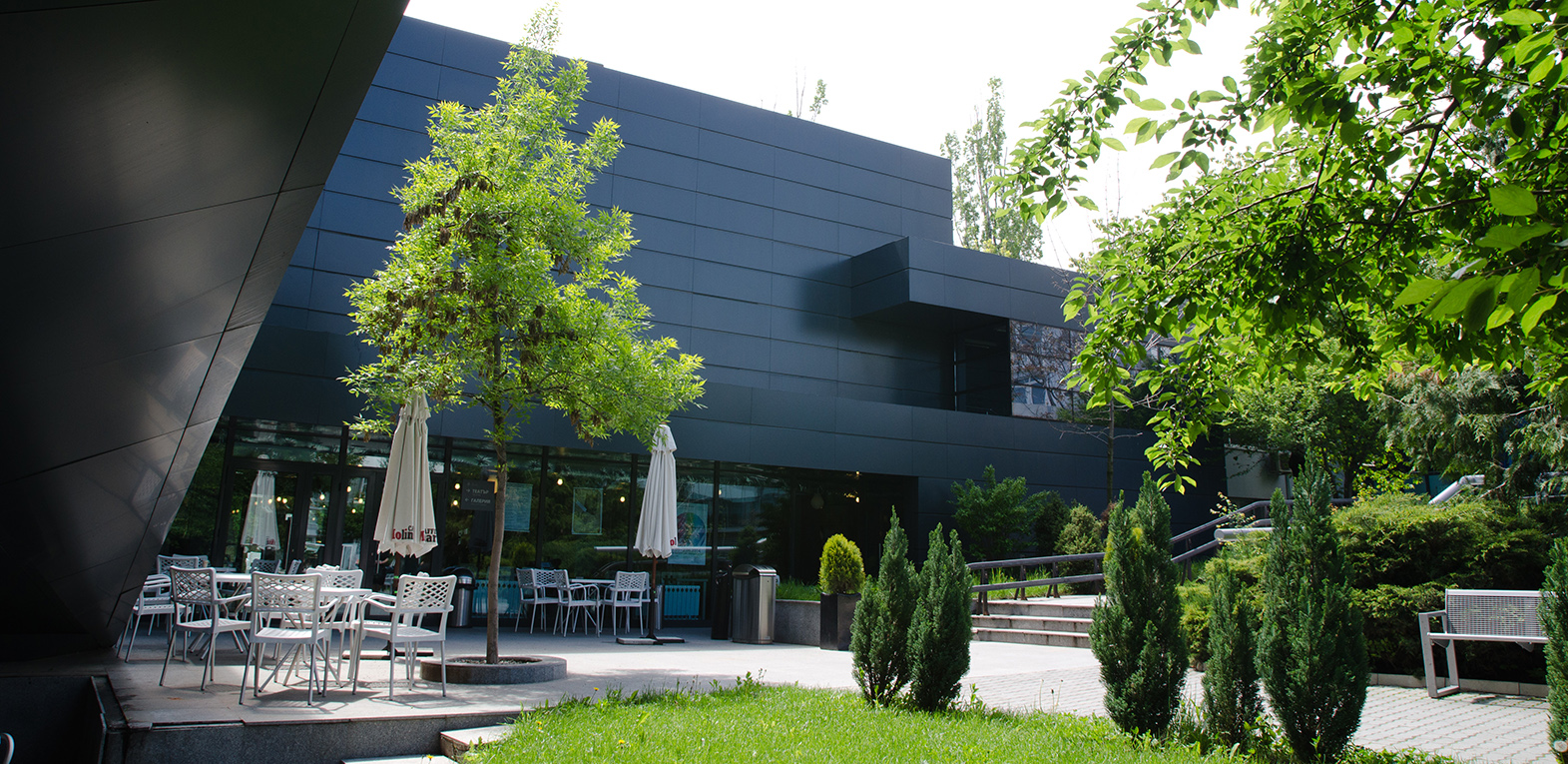
Вход в университетский театр.

Образовательная философия НБУ основывается на либеральных идеях обучения, которые объединяют приобретения знаний и профессиональную специализацию с общим духовным развитием.
Миссия Нового болгарского университета:
- быть студенчески-ориентированным, автономным учебным заведением для предприимчивых людей, отвечающих за свое собственное развитие.
- быть средой для социального развития людей, подготовки к жизни в условиях демократии, гражданского общества, рыночных отношений, европейской интеграции и глобализации.
- быть либеральным учебным заведением на основе взаимосвязи между образованием, исследованиями и предпринимательством.
- обеспечить междисциплинарное и узкоспециальное образование на основе научных исследований и связи с практикой.

С 2012 г.. НБУ начал издавать каталог своих лучших студентов, с целью представить потенциальным работодателям подходящих кандидатов с высоким академическим и творческим успехом для работы в Болгарии и за рубежом.
Девизом университета является «Ne varietatem timeamus» — «Не бойтесь разнообразия».